# 國朝鄉科錄
《國朝鄉科錄》（越南语：／）是一部成書於阮朝成泰五年（1893年）的鄉試中舉資料，作者是山興宣總督高春育。該書主要介紹了阮朝自嘉隆六年（1807年）開鄉試科至成泰三年（1891年）之间，各科鄉試錄取舉人的姓名、籍貫和所任官職。后又在高春育主持下，由國史館多次補充，續編至啟定三年（1918年）最後一科鄉試。

## 內容
《國朝鄉科錄》共六卷。卷一前有卷首，包括黃高啟之序、高春育所作之引和《天南科舉總論》，回顧了越南自李朝開科至後黎朝之間的科舉情況。
- 卷一包括凡例、目錄和嘉隆六年（1807年）丁卯科至明命十二年（1831年）辛卯科共7科。
- 卷二包括明命十五年（1834年）甲午科至紹治七年（1847年）丁未科共9科。
- 卷三包括嗣德元年（1848年）戊申科至嗣德二十三年（1870年）庚午科共11科。
- 卷四包括嗣德二十六年（1873年）癸丑科至成泰三年（1891年）辛卯科共11科。
- 續編卷五包括成泰六年（1834年）甲午科至成泰十五年（1903年）癸卯科共4科。
- 續編卷六包括成泰十八年（1906年）丙午至啟定三年（1918年）戊午科共5科。[2]

## 流傳情況
1993年，《國朝鄉科錄》由阮翠娥、阮氏琳翻譯，高自清教授校訂，並由胡志明市出版社出版。2011年，又由勞動出版社再版。

## 外部連結
- 《國朝鄉科錄》卷一（页面存档备份，存于）
- 《國朝鄉科錄》卷二（页面存档备份，存于）
- 《國朝鄉科錄》卷三（页面存档备份，存于）
- 《國朝鄉科錄》卷四（页面存档备份，存于）